# Micropardalis
Micropardalis is een geslacht van vlinders van de familie oermotten (Micropterigidae).

## Soorten
- M. aurella (Hudson, 1918)
- M. doroxena Meyrick, 1888